# Tine Lesjak
Tine Lesjak, slovenski skladatelj narodnozabavne glasbe, harmonikar, pevec, zbiratelj in poustvarjalec ljudskih pesmi, * 21. junij 1957, Kot na Pohorju, Slovenija, † 29. julij 2019, Maribor, Slovenija.
Tine Lesjak je bil ustanovitelj in vodja ansambla Bratje iz Oplotnice, prav tako ustanovitelj sestava Pevci s Pohorja, ustvarjalec avtorske glasbe, na nastopih pa je poleg svojih rad izvajal še ljudske in ponarodele pesmi, tudi v večglasni vokalni izvedbi.

## Življenje
Tine Lesjak se je rodil v veliki kmečki družini v Kotu na Pohorju, po domače »Pri Jüblarjevih«. Tam je pri enajstih letih prvič, kot samouk, nastopil s harmoniko, že od petnajstega leta starosti pa je v različnih sestavih igral na ohcetih in podobnih praznovanjih. Po odsluženem vojaškem roku leta 1984 pridružil oktetu LIO, nato pa je z bratom Marjanom ter bratoma Milanom in Vojkom Gričnikom ustanovil ansambel, ki ga je poimenoval Bratje iz Oplotnice.  
Leta 1995 so Bratje iz Oplotnice dosegli prve glasbene uspehe na Ptujskem festivalu, kasneje tudi na Števerjanskem festivalu. Za svoj ansambel, s katerim je redno nastopal dvajset let, sestav se je nato na odrih pojavil le priložnostno, je pisal glasbo sam. Izdal je tudi več nosilcev zvoka in knjig z besedili in notnimi zapisi svojih, ponarodelih ali ljudskih pesmi.
Ves čas svojega delovanja je Lesjak učil harmonikarje na »frajtonerici«, bil je tudi sodelavec ali mentor najbolj uspešnim sestavom narodnozabavne glasbe, kot so Modrijani, Vesele Štajerke, Pogum, Navihanke, Šmarski muzikanti, Zreška pomlad, Spev, Vrt, Fantje izpod Rogle, Opoj, Nemir, Bitenc, Napev, Naveza, Pajdaši ...
Vrsto let je Lesjak na Radiu Rogla soustvarjal oddajo »Pod Roglo se poje in igra« in oddajo »Pozno v noč s Tinetom Lesjakom«. Za svoje delo je prejel številna priznanja, med drugim tudi najvišje priznanje Občine Oplotnica. Bil je edinstven zbiralec dragocenega ljudskega izročila, ki ga je kot glasbenik in glasbeni ustvarjalec tudi poustvarjal in s skladbami bogatil zakladnico slovenske ljudske pesmi.
Lesjak je ljubil Pohorje in njegove ljudi, poleg glasbe pa mu je največ pomenila družina, iz prvega zakona z ženo Cvetko, sta se mu rodila hči Nevenka in sin Tini, ki z ansamblom Vrt nadaljuje očetovo glasbeno pot. Tine pa je imel tudi tri vnuke in vnukinjo. Zadnja leta je preživel na Jankovi v občini Vojnik s partnerko Bebo.

## Diskografija, albumi
- Tine Lesjak - Pesmi na Slovenskem, CD, Melopoja 2006 (COBISS)
- Tine Lesjak - Slovenski fantje jih pojo, CD, Sraka, 2015 (COBISS)
- Tine Lesjak - Dajmo zaigrajmo, 1993, Sraka
- Tine Lesjak - Polke in valčki za ples, 2016
- Tine Lesjak in pevci s Pohorja - Že dedje so jih peli, 1996, Sraka
- Tine Lesjak in pevci s Pohorja - Čisto po domače, 1999, Sraka
- Tine Lesjak in pevci s Pohorja - Zlata dediščina, 1999, Sraka
- Tine Lesjak in pevci s Pohorja - Domače pesmi za zdravje, 2003, Zlati zvoki
- Oplotničani s Tinetom - Bodi pozdravljena rojstna vasica, 2011, lastna izdaja
- Tine Lesjak s Štajerci in Dolenjci - Najlepše partizanske pesmi, 2003, Sraka
- Bratje iz Oplotnice - Bratje iz Oplotnice, ZKP RTV
- Bratje iz Oplotnice - Strički, 1990, ZKP RTV
- Bratje iz Oplotnice - Pesem nikoli ne umre, ZKP RTV
- Bratje iz Oplotnice - Jubilejna, ZKP RTV
- Bratje iz Oplotnice – Štirje fantje špilajo, 1999, Sraka
- Najboljši ansambli z najlepšimi melodijami Tineta Lesjaka, 2012, založba Vox

## Skladbe
(naštete so samo najbolj znane) 
- Kadar naš oče praznuje
- Za materin praznik
- Spomin na pevca še živi
- Zapoj, prijatelj stari
- Tu smo doma
- Klopotec
- Spev za godca
- Klic srca
- Škrjanček
- Prijateljstvo

## Knjige
- Slovenski fantje jih pojo (pesmarica) (COBISS)
- Pesem nikoli ne umre; Tine Lesjak in slovenske ljudske pesmi (pesmarica) (COBISS)
- Pohorski sem godec (COBISS)